# Пандья, Навальрам Лакшмирам
Навальрам Лакшмирам Пандья (гудж. નવલરામ પંડ્યા; 9 марта 1836, Сурат, Империя Великих Моголов — 7 августа 1888, Раджкот, Британская Индия) — индийский гуджаратский поэт, драматург, публицист, переводчик, литературный критик, издатель, общественный деятель.
Видный представитель современной литературы гуджарати. Первый гуджаратский юморист, первый в истории гуджаратцев драматург, первый критик и видный учёный своего времени.

## Биография
Учительствовал в сельских школах. Издавал ежемесячный журнал для учителей «Гуджарати шалапатра» («Гуджаратский школьный журнал»), в котором помещал критические книжные обозревания.
Считается основоположником литературной критики в Гуджарате. Его поэзия наполнена патриотическими мотивами. Историческая драма «Пьеса о героизме» (1869) связана с освободительной борьбой его народа против иноземных захватчиков. Был другом писателя Нармадшанкара; его «Биография Нармадшанкара» и «Жизнь поэта» — лучшие работы о жизни и творчестве основоположника гуджаратской литературы.
Сочинения Навальрама охватывают разные области, включая философию, патриотизм, реформирование общественной жизни, образование, журналистику, грамматику, язык и литературу Гуджарати.
Перевёл на гуджаратский язык «Облако-вестник» Калидасы, «Стихи арабского острослова», комедии Мольера.